# جاك رودويل
جاك رودويل (بالإنجليزية: Jack Rodwell)‏ (مواليد 11 مارس 1991 في ساوثبورت - إنجلترا) لاعب كرة قدم إنجليزي يلعب حاليا لصالح نادي الدرجة الممتازة إيفرتون الإنجليزي منذ 2007 في مركز الوسط المدافع .

## روابط خارجية
- جاك رودويل على موقع IMDb (الإنجليزية)
- جاك رودويل على موقع الاتحاد الأوربي (الإنجليزية)
- جاك رودويل على موقع قاعدة بيانات كرة القدم.إي يو (الإنجليزية)
- جاك رودويل على موقع ناشيونال فوتبول تيمز (الإنجليزية)
- جاك رودويل على موقع Soccerbase.com (لاعب) (الإنجليزية)
- جاك رودويل على موقع Soccerway.com (الإنجليزية)
- جاك رودويل على موقع عالم كرة القدم.نت (الإنجليزية)
- جاك رودويل على موقع كووورة
- جاك رودويل على موقع AS.com (الإسبانية)